# Rudolf Mauersberger
Rudolf Mauersberger (Mauersberg, Großrückerswalde, 29 januari 1889 - Dresden, 22 februari 1971) was een Duits koorleider en componist. Hij wordt beschouwd als een van de meest vooraanstaande kerkmusici van de 20e eeuw. Hij is een broer van Erhard Mauersberger.

## Biografie
Tijdens zijn schooljaren leerde Mauersberger orgel, piano, cello en viool spelen. Na zijn diensttijd, ging hij in 1912 aan het werk bij Karl Straube Orgel in Leipzig. Hij volgde daarnaast een pianostudie bij Robert Teichmüller. Voor zijn eerste composities werd hij onderscheiden met de Arthur-Nikisch-Preis.
Bij het uitbreken van de Eerste Wereldoorlog kreeg hij de leiding voor militaire muziek in Bad Lausick. Hierna hervatte hij zijn studie en werd in 1919 organist bij de Annakirche in Aken en van het door hemzelf opgerichte kinderkoor voor Bachmuziek. Daarnaast bepeelde hij het orgel en de klavecimbel in het stedelijk concertgebouw. In 1925 werd hij cantor in de Georgenkirche in Eisenach. Ook hier zette hij een kinderkoor op en leverde hij in 1927 een bewerking van het koraalboek op waarmee hij een nieuwe zangmethode invoerde.
In Dresden volgde hij in 1930 Otto Richter op als nieuwe kreuzkantor. Hier bleef hij aan tot zijn overlijden in 1971. Postuum werd in 1973 aan hem en zijn broer het Mauersberger-Museum opgedragen in hun geboortedorp Mauersberg.
- Bibsys: 90752255
- Bibliothèque nationale de France: cb13936308s (data)
- CiNii: DA06784570
- Gemeinsame Normdatei: 118579177
- International Standard Name Identifier: 0000 0001 1760 0035
- Library of Congress Control Number: n82217159
- Nationale Bibliotheek van Letland: 000204010
- MusicBrainz: 473576cb-a37c-4755-a965-3b89a7841a94
- Nationale Bibliotheek van Tsjechië: xx0120875
- Nationale Bibliotheek van Israël: 987007272647705171
- Nationale en Universitaire bibliotheek Zagreb: 000784272
- Nederlandse Thesaurus van Auteursnamen: 068234708
- Istituto Centrale per il Catalogo Unico: REAV100532
- Système universitaire de documentation: 084271191
- Virtual International Authority File: 42029344
- WorldCat: E39PBJrm88XbDCBvtYRtbm3RKd